# Sabal minor
Mali sabal (lat. Sabal minor) je poslije Rhapidophyllum hystrixa jedna od najotpornijih palmi na hladnoću te joj otpornost ide sve do -20°C. Stanište mu je jugoistok SADa. Izuzetno je zastupljena u kultiviranju u umjerenim, pa i hladnijim područjima Sjeverne Amerike. U Europi, kao i ostali sabali se rjeđe susreće, iako je sigurno jedna od najtraženijih, jer je izuzetno otporna. 
Raste kao grm visine od 2 do 2,5 m. U prirodi se sreće od močvara sjeverne Lujzijane i šuma Oklahome do obale Sjeverne Karoline. Samo kod izuzetno starih primjeraka uzgojenih u toplijim područjima se sreće kratko stablo. Listovi (uglavnom samo 4-5 komada po biljci) su zeleni do plavozeleni, čvrsti te tu i tamo nepravino razdijeljeni ili nerazdvojeni s oko 30 segmenata. Cvjetovi su dvospolni, na dršci koja raste iz sredine. Moguća je sadnja u podstojnoj etaži jer joj ne smeta ni potpuna sjena, ali joj je tada rast znatno slabiji. Na sunčanim položajima potrebno ju je malo jače zaljevati. Zabilježeno je da su pojedinačni primerci izdržali i -30°C u jugoistočnoj Kanadi, smrzavajući se do korijena iz kojeg su se na proljeće razvili novi izdanci. 
Postoji i Sabal lousiana, ranije navođen samo kao varijanta, koji se razlikuje po nešto većem broju tamnije zelenih listova, nešto bržem rastu i manjoj otpornosti na hladnoću (-17°C). Sreće se u Lujzijani, Alabami i na severnoj Floridi. Obe varijante su iznimno pogodne za cjelu jadransku obalu. Ova palma je nažalost slabo zastupljena na Jadranu, vjerojatno se nalazi jedino u botaničkim vrtovima i arboretumima, moguće je da se nađe tu i tamo i u privatnim vrtovima. Zbog velike otpornosti moguće ga je saditi čak i u kontinentalnim krajevima uz određene mjere zaštite. Za razliku od Rhapidophyllum hystrix ne posjeduje aminokiseline koje bi ga štitile od zimskog sunca pa ga treba saditi na mjesta koja su zimi sjenovita.